# Курган (Одесская область)
Курган (укр. Курган) — село, относится к Беляевскому району Одесской области Украины.
Население по переписи 2001 года составляло 339 человек. Почтовый индекс — 67622. Телефонный код — 4852. Занимает площадь 0,78 км². Код КОАТУУ — 5121080705.

## История
В 1945 г. Указом ПВС УССР хутор Акаржа переименован в Курган.

## Местный совет
67622, Одесская обл., Беляевский р-н, с. Березань, ул. 70-летия Октября, 1